# Zvjezdana asocijacija
Asocijacija (u astronomiji) je grupacija gravitacijski slabo vezanih mladih zvijezda nastalih iz zajedničkog međuzvjezdanog oblaka plina. Ovi su skupovi zvijezda slabije vezani i od otvorenih i od kuglastih skupova.
Broj zvijezda tipično iznosi deset do stotinu. Nalaze se u spiralnim kracima, a najčešće se, zbog različitih orbitalnih brzina, razilaze nakon nekoliko milijuna godina. Postoje dva tipa:
O asocijacije i OB asocijacije se sastoje od masivnih O- i B-zvijezda raspršenih na području od nekoliko stotina svjetlosnih godina. T asocijacije sadrže veliki broj lakših T-Tauri zvijezda.